# Barco (Guimarães)
Barco es una freguesia portuguesa del concelho de Guimarães, con 2,95 km² de superficie y 1.430 habitantes (2001). Su densidad de población es de 484,7 hab/km².